# El Brugent (del Ter)
El Brugent és un riu de les comarques de la Garrotxa i la Selva; és afluent del riu Ter per l'esquerra. La seva conca s'estén bàsicament pels municipis de Sant Feliu de Pallerols, les Planes d'Hostoles i Amer i queda emmarcada entre les muntanyes més orientals de la serralada de Collsacabra i el vessant occidental de la cadena muntanyosa que conformen la Serra de les Medes i els Cingles de Sant Roc. Com a afluent destaca per ser el primer a desembocar en el riu Ter dins del seu curs baix i de ser un del més importants en aportació hídrica.
El Brugent presenta un bon estat dels hàbitats naturals i conté molta biodiversitat. Té assignada la figura de Zona Especial de Conservació (ZEC) dins la Xarxa Natura 2000 i que formi part, des de l’any 1985, de la xarxa d'Espais Naturals Protegits de Catalunya.

## Un riu de gorgs
Al llarg del seu recorregut, s'hi poden trobar una multitud de gorgs, majoritàriament a la part volcànica del seu curs (des de Sant Feliu fins al gorg de santa Margarida ja a les Planes d'hostoles). Cal tenir en compte que aquesta zona forma part de la Zona Volcánica del Parc Natural de la Garrotxa i Espai Protegit del Brugent i que PER accedir-hi es necesita una reserva prèvia que costa 5€ en el web: www.espaiprotegitdelbrugent.cat.
Val la pena destacar els gorgs següents:
- "Miami" o Gorg del Boix.
- Gorg d'en Valls
- Gorg de la Mola, inclòs dins del conjunt de les "balmes de la Torra"
- Gorg Negre
- Gorg de la Plana[3]
- Gorg del Duran o de la Pedrera d'en Biel
- Gorg de Can Poeti
- Gorg de Santa Margarida[4]

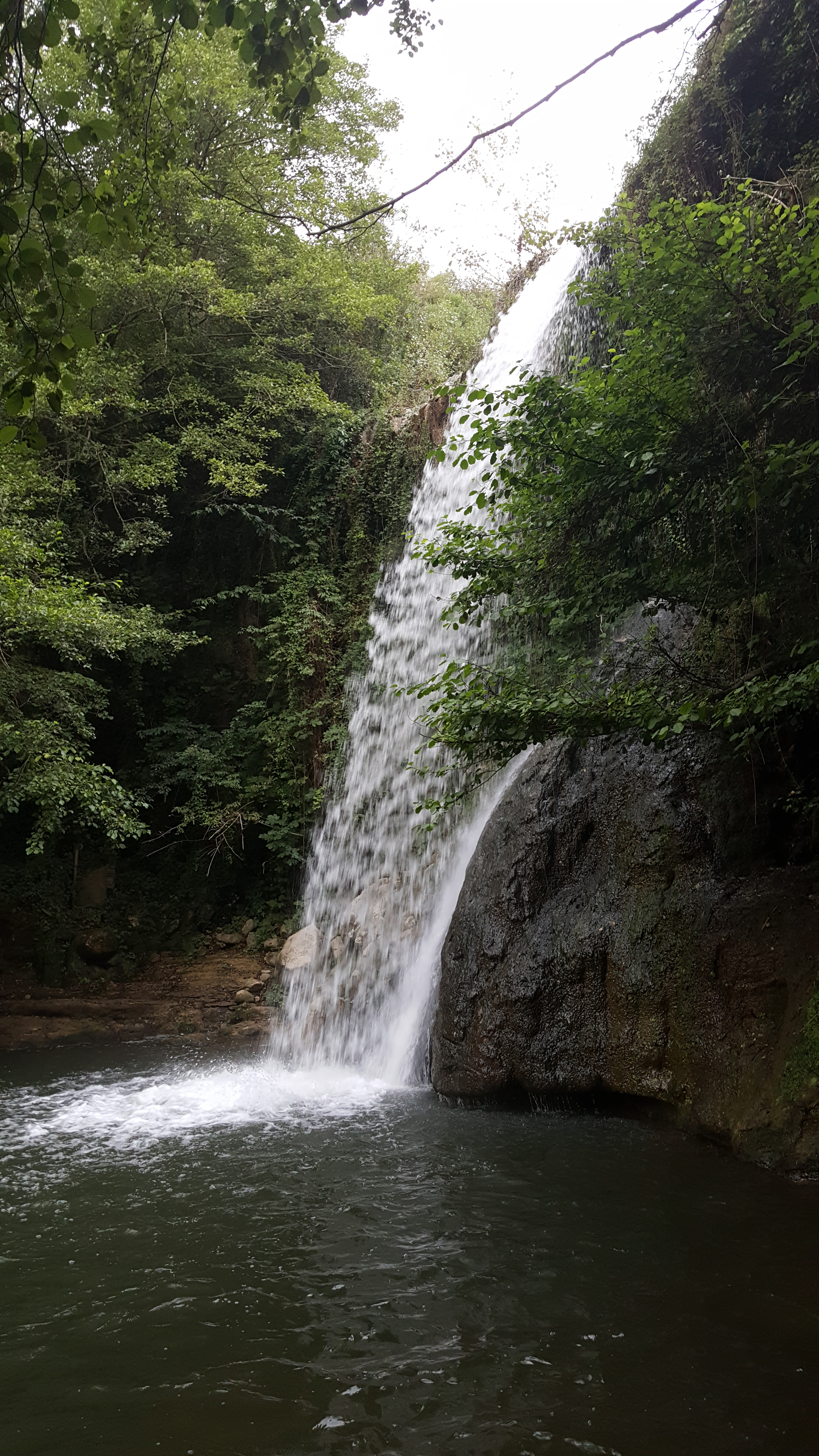
Salt d'aigua sobre el gorg de Santa Margarida
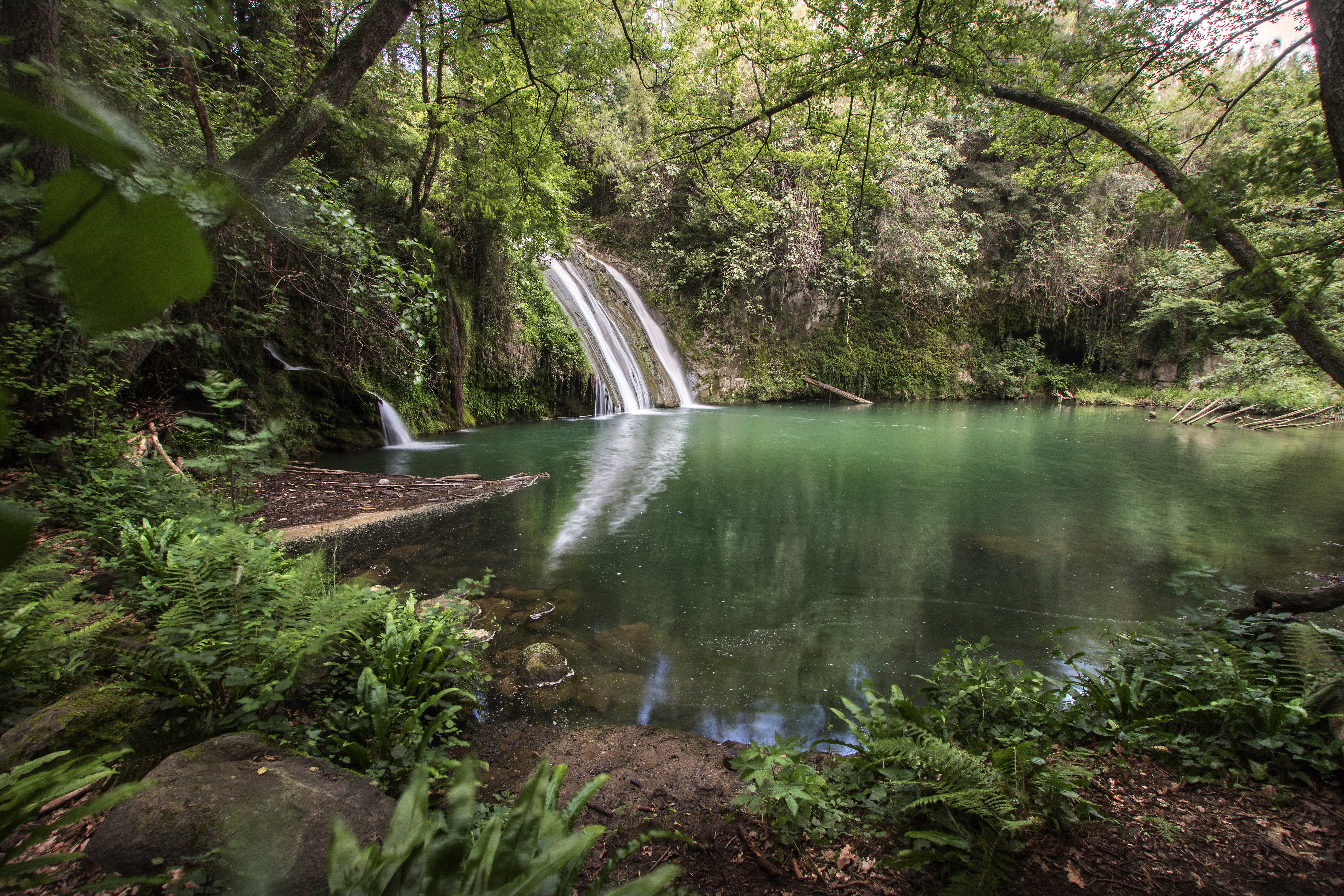
Gorg de la Pedrera d'en Biel
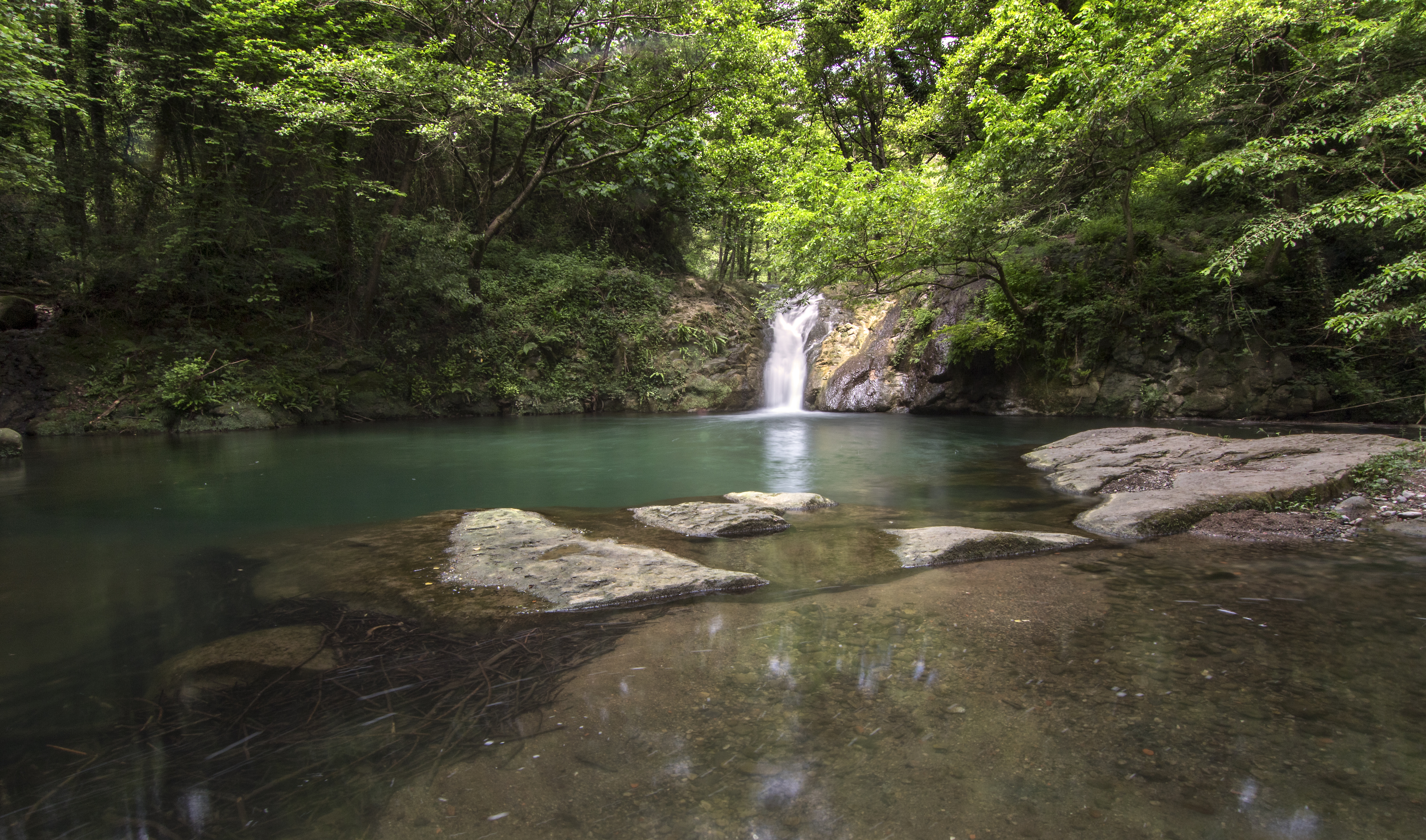
Gorg de la Plana

## Afluents importants
- Riera de Cogolls